# 詹姆斯·艾伦·格雷厄姆
詹姆斯·艾伦·格雷厄姆（英語：James Allen Graham，1921年4月27日—2003年11月20日）是美国教师及政治人物，曾担任第十三任北卡罗来纳州农业专员。

## 早年生活
格雷厄姆于1921年4月7日出生于北卡罗来纳州克利夫兰，父亲是詹姆斯·特纳·格雷厄姆，母亲是劳拉·布兰奇·艾伦·格雷厄姆。格雷厄姆在北卡罗来纳州羅恩县一个占地250英亩的农场长大，家里种植棉花和谷物并养殖牛。

## 教育
格雷厄姆于1938年毕业于克利夫兰高中，在校期间是橄榄球队成员。他于1942年毕业于北卡罗来纳州立学院，获得农业教育理学学士学位，并且还是陶凯帕艾兄弟会成员。

## 家庭生活
吉姆·格雷厄姆于1942年10月30日与海伦·艾达·柯克结婚，他们有两个女儿，分别是爱丽丝·柯克·格雷厄姆和劳拉·康斯坦斯·格雷厄姆。

## 农业专员
1964年7月19日，格雷厄姆被州长特里·桑福德任命为北卡罗来纳州农业专员，以填补已故专员林顿·Y·巴伦坦的未满任期。格雷厄姆于1964年11月正式当选为农业专员，并连任八次。

## 著作
- Graham, James A.:  The Sodfather: A Friend of Agriculture, (1998).